# Gun (Sprache)
Gun (Gun: gungbe) ist eine Sprache aus der Gruppe der Gbe-Sprachen. Sie wird vom Volk der Ogu in Benin sowie im Südwesten Nigerias gesprochen. Gun ist Teil der Fon-Sprachgruppe innerhalb der östlichen Gbe-Sprachen. Sie wird in einigen Schulen im Departement Ouémé in Benin verwendet.
Gun ist die am zweithäufigsten gesprochene Sprache in Benin. Sie wird hauptsächlich im Süden des Landes gesprochen, in Porto-Novo, Sèmè-Kpodji, Bonou, Adjarra, Avrankou, Dangbo, Akpro-Missérété, Cotonou und anderen Städten, in denen die Ogu leben. Es wird auch von einer Minderheit des Ogu-Volkes im Südwesten Nigerias nahe der Grenze zu Benin gesprochen, insbesondere in Badagry.

## Rechtschreibung
Die Sprache wurde mit drei Orthographien geschrieben, die alle auf dem lateinischen Alphabet basieren. In Nigeria wurde die Sprache mit einer Rechtschreibung geschrieben, die der von Yoruba und einigen anderen Sprachen Nigerias ähnelt und das diakritische Zeichen Unterpunkt verwendet, um bestimmte Laute anzuzeigen (ẹ, ọ und ṣ für [ɛ], [ɔ] bzw. [ʃ]). In Benin wurde 1923 für die Veröffentlichung einer Bibelübersetzung eine andere Rechtschreibung entwickelt, die 1975 aktualisiert wurde und heute in einigen Schulen in Benin für den Alphabetisierungsunterricht verwendet wird; sie ähnelt der Rechtschreibung von Fon und verwendet Buchstaben wie ɛ und ɔ. Es gibt Vorschläge zur Vereinheitlichung der Orthografien, z. B. der von Hounkpati Capo 1990.